# Hugo II. von Werdenberg-Heiligenberg
Graf Hugo II. von Werdenberg-Heiligenberg, der Einäugige († 1305 oder 1309), war ein über die Grafen von Montfort von den Pfalzgrafen von Tübingen abstammender Graf.

## Leben und Wirken
Graf Hugo II. war neben fünf Töchtern der einzige Sohn des Hugo I. von Werdenberg-Heiligenberg und der Mechtild von Neuffen sowie Enkel Rudolfs I. von Montfort-Werdenberg († 1243). Er wurde urkundlich zum ersten Mal 1275 oder 1277 erwähnt.
Wie sein Vater war er mit dem Haus Habsburg eng verbunden. Wie gut er bei König Rudolf I. angesehen war, geht daraus hervor, dass er im Januar 1281 mit anderen auserwählt wurde, um des Königs Tochter Clementia zu deren Verlobten Karl Martell nach Neapel zu geleiten. Beim Streit der Habsburger mit dem aufstrebenden Zürich, mit dem St. Gallener Abt Wilhelm von Montfort und mit dem Konstanzer Bischof Rudolf von Habsburg-Laufenburg, im Kampf Herzog Albrechts I. um die Krone: überall setzte Hugo II. seine ganze Person ein. Im April 1292 hat er den österreichischen Herzog das durch Zürich hart belagerte Winterthur gerettet, sodann mit Herzog Albrecht das äbtische Wil belagert und nach zweimonatlichem Widerstand erobert. Hier, auf dem Feld von Wil, wurde er mit seinem Vetter Rudolf II. von Werdenberg-Sargans durch Albrecht zum Ritter geschlagen.
Graf Hugo war 1295/96 dabei, als der vor allem gegen die Begünstigung der schwäbischen Herrn am Herzogshof gerichtete Aufstand des österreichischen Adels niedergeworfen wurde und wiederum – fast selbstverständlich – bei der Schlacht bei Göllheim, wo Herzog Albrecht dem König Adolf von Nassau die Krone abgewann, und bei der Krönung in Aachen (1298). Zum Dank für diese getreuen Dienste soll auch ihm, wie einst seinem Vater, die Landvogtei in Oberschwaben übertragen worden sein. Ende Juli 1305 wurde Hugo II. zum letzten Male urkundlich erwähnt.

## Familie

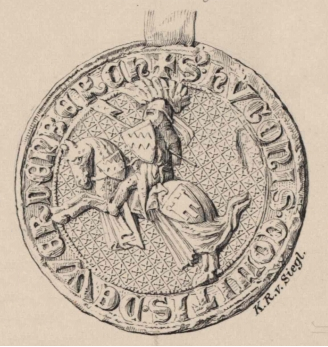
Reitersiegel des Hugo IV. Cocles, Graf von Werdenberg, mit Heiligenberger Stiege im Schild

Hugo II. war mit Eufemia von Ortenburg, der Tochter Friedrich I. von Ortenburg und seiner Gemahlin Adelheid von Görz, verheiratet. Das Paar hatte folgende Kinder:
- Hugo IV. Cocles, Graf von Werdenberg (* 1305 oder 1308; † 1328 oder 1334)[3] ⚭ Anna von Wildenberg
- Heinrich II. von Werdenberg, Bischof von Konstanz; erwählter, aber nicht bestätigter Bischof von Konstanz
- Albrecht I. von Werdenberg-Heiligenberg ⚭ Katharina von Kiburg
- Agnes, Gräfin von Werdenberg ⚭ Rudolf I, Graf von Hohenberg
- Heinrich III., Graf von Werdenberg-Alpeck ⚭ Agnes von Württemberg
- Rudolf III., Graf von Werdenberg
- Hartmann III., Graf von Werdenberg-Sargans-Vaduz ⚭ Agnes von Montfort-Feldkirch
- Rudolf IV., Graf von Werdenberg-Sargans ⚭ Ursula von Vaz
- Ulrich von Werdenberg
- Hugo von Werdenberg
- Margareta von Werdenberg ⚭ (1) Bertold III. von Graisbach ⚭ (2) Ulrich V., Graf von Pfannberg

Durch seine enge Verbindung mit dem Herzog und König Albrecht ist Hugo II. wohl veranlasst worden, dem jüngsten seiner drei Söhne den Namen Albrecht zu geben, und ebendieser jüngste Sohn hat sich besonders hervorgetan.